# Битва при Акордате
Битва при Акордате (англ. Battle of Agordat) — одно из первых сражений Восточноафриканской кампании Второй мировой войны, шедшее с 26 по 31 января 1941 года на территории Эритреи.

Британское наступление в Эритрее и северной Эфиопии в начале 1941 года.

После поражения при Кассале итальянские войска 21 января 1941 года начали отступление из англо-египетского Судана на укреплённые позиции на линии Акордат — Барэнту в Эритрее. Отход прикрывался кавалерийскими рейдами, проводившимися Амедео Джульетом. Полковник Орландо Лоренцини, принявший командование итальянскими войсками уже на этапе отхода, сделал все возможное для укрепления обороны Акордата. Итальянские силы состояли из 10 батальонов аскари, батальона чернорубашечников, кавалерии, и отряда немецких матросов, которых война застигла в порту Массауа. 
Британские войска преследовали по двум направлениям: 4-я пехотная (индийская) дивизия и Силы обороны Судана наступали через Кэру на Акордат, в то время как 5-я пехотная дивизия продвигалась к Барэнту.
26 января в результате интенсивной бомбардировки итальянских позиций южноафриканскими ВВС было уничтожено большинство итальянских самолётов на аэродромах в Асмэре и Гуре. С этого момента британские войска получили господство в воздухе.
29 января британская атака, проведенная индийскими частями, привела к взятию горы Кохен, против которой последующая итальянская контратака потерпела неудачу. 
31 января, благодаря господству в воздухе, большому численному перевесу и наличию неуязвимых для итальянской противотанковой артиллерии танков Матильда, британским войскам удалось прорвать итальянские оборонительные позиции под Акордатом. Итальянским подразделениям приходилось в беспорядке отступать, чтобы избежать контакта с британскими танками. 
В то же время началось британское наступление на Барэнту. Итальянские колониальные войска под командованием генерала Бергонци в течение шести дней отбили несколько атак и даже успешно контратаковали. При известии о падении Акордата 2 февраля они организованно отошли к Кэрэну.
После сражения британские войска перешли к преследованию итальянских войск, но были вынуждены остановиться у реки Барка, где подразделение полковника Орландо Лоренцини взорвало единственный мост. Эта пауза позволила итальянским войскам укрепиться у Кэрэна, где состоялось решающее сражение кампании.